# シロカサゴ科
シロカサゴ科（学名：Setarchidae）は、カサゴ目に所属する魚類の分類群の一つ。世界中の熱帯および亜熱帯海域に分布する。

## 分類
すべての分類法が本科を認めているわけではなくNelsonとITISでは、フサカサゴ科の亜科として分類されている。

## 下位分類
4属10または11種が分類される。
- クロカサゴ属 Ectreposebastes Garman, 1899
  - クロカサゴ Ectreposebastes imus Garman, 1899 (Midwater scorpionfish)
  - Ectreposebastes niger (Fourmanoir, 1971) (Pelagic scorpionfish)
- ヤセアカカサゴ属 Lioscorpius Günther, 1880
  - ヤセアカカサゴ Lioscorpius longiceps Günther, 1880 (Slender scorpionfish)
  - Lioscorpius trifasciatus Last, Yearsley & Motomura, 2005 (Tripleband scorpionfish)
- アカカサゴ属 Lythrichthys Jordan & Starks, 1904
  - アズキカサゴ Lythrichthys cypho (Fowler, 1938) (Dwarf red deepwater scorpionfish)
  - Lythrichthys dentatus Wada, Kai & Motomura 2021 (Gap-toothed red deepwater scorpionfish)
  - アカカサゴ Lythrichthys eulabes Jordan & Starks, 1904 (Jordan's red deepwater scorpionfish)
  - Lythrichthys grahami Wada, Kai & Motomura 2021 (Graham's red deepwater scorpionfish)
  - スミクイアカカサゴ Lythrichthys longimanus (Alcock 1894) (Red deepwater scorpionfish)
- シロカサゴ属 Setarches Johnson, 1862
  - シロカサゴ Setarches guentheri J. Y. Johnson, 1862 (Channelled rockfish)
  - Setarches longimanus (Alcock, 1894) (Red deepwater scorpionfish) 本種を認めず、シロカサゴ属を単型とする見解もある[4]。

## 形態
側線管が発達しており、骨化が少なく、頭部を動かす能力が低い。側線鱗が大きく、体側の鱗は小さい円鱗。成魚では眼窩下棘は無い。小さく鋭い鼻棘があり、頭頂骨は低く、後端は棘か突起。大型個体では棘が少なく、小型個体では眼球の周囲にいくつかの棘があるが、大型個体では眼後棘のみが明瞭。背鰭は12 - 13棘9 - 11軟条から成り、最後の軟条は基部近くで分岐する。臀鰭は2 - 3棘4 - 6軟条から成り、最後の軟条は分岐する。

## 分布と生息地
大西洋、インド洋、太平洋に分布する。沖合の水深180 - 830 mに生息している。